# Prapreče, Trbovlje
Prapreče so naselje v Občini Trbovlje.